# Osning-Route
De Osning-Route is een toeristische autoroute in Nedersaksen, Duitsland. De 187 kilometer lange bewegwijzerde route loopt van Osnabrück via  Bissendorf, Hilter, Georgsmarienhütte, Hasbergen, Hagen, Bad Iburg, Glandorf, Bad Laer, Bad Rothenfelde, Dissen, Melle, Bad Essen, Bohmte, Ostercappeln, Schledehausen terug tot Osnabrück, door het Nedersaksische deel van het Teutoburgerwoud en het Wiehengebergte.